# Légion Saint-Patrick
Cet article possède un paronyme, voir Brigade irlandaise (homonymie).
La Légion Saint-Patrick (ou Irish Brigade) combattit durant la guerre d'Espagne (1936-1939) dans les rangs nationalistes du général Francisco Franco. Cette unité fut formée par l'homme politique Eoin O'Duffy, qui avait déjà organisé les bandes quasi-fascistes appelées Blueshirts et Greenshirts en Irlande.

## Histoire
Malgré la déclaration officielle du gouvernement irlandais de sa non-participation dans ce conflit, près de 700 partisans de O'Duffy débarquèrent en Espagne. Leur volonté était de défendre l'Église catholique face aux troupes républicaines, et de la protéger du communisme et du socialisme.